# Hans Strack (Diplomat)
Hans Strack (* 18. Juli 1899 in Essen; † 21. Juli 1987) war ein deutscher Ministerialbeamter und Diplomat, der zuletzt zwischen 1959 und 1964 Botschafter in Chile war. Der Besetzung des Postens als Botschafter in Chile und der Wiedereintritt in den Auswärtigen Dienst war zuvor ein Prozess vorausgegangen, nachdem Strack im Zuge der sogenannten „Strack-Affäre“ Bestechlichkeit vorgeworfen worden war. Während seiner Amtszeit kam es zum Beginn des Verfahrens über die Auslieferung von Walther Rauff, der in der Zeit des Nationalsozialismus Gruppenleiter im Reichssicherheitshauptamt (RSHA), maßgeblich am Einsatz von Gaswagen zur Ermordung von Juden und anderen Häftlingen aus Konzentrationslagern beteiligt und Chef eines Einsatzkommandos im Nordafrikafeldzug war.

## Leben

### Studium und Eintritt in den auswärtigen Dienst
Strack absolvierte nach dem Schulbesuch ein Studium der Wirtschaftswissenschaften an der Westfälischen Wilhelms-Universität zu Münster und war seit 1922 Mitglied der katholischen Studentenverbindung AV Zollern Münster. Nach Abschluss des Studiums war er zwischen 1922 und 1924 Assistent am dortigen Institut für Wirtschafts- und Sozialwissenschaften, ehe er von 1924 bis 1925 als Handlungsbevollmächtigter in der Privatwirtschaft tätig war. 1926 schloss er seine Promotion zum Dr. rer. pol. an der Universität Münster mit einer Dissertation mit dem Titel Der deutsche Getreidehandel der Nachkriegszeit ab. Nach einer darauf folgenden Tätigkeit von 1926 bis 1928 beim Berufsständischen Amt gewerblicher Körperschaften des öffentlichen Rechts in Essen trat er 1929 erstmals in den auswärtigen Dienst ein. Am 1. Oktober 1936 trat er der NSDAP bei. Er wurde in den Auslandsvertretungen in Memel und Chicago eingesetzt. Während des Zweiten Weltkriegs war er ab August 1943 Generalkonsul im seinerzeit ungarischen Klausenburg und erlebte dort die Deportation der ungarischen Juden durch das Eichmann-Kommando und seine ungarischen Helfer mit, im Oktober 1944 war er in der Gesandtschaft in Budapest, als die Pfeilkreuzler dort erfolgreich mit deutscher Unterstützung putschten.

### Der Fall Strack
In der Nachkriegszeit war Strack zwischen 1945 und 1948 zunächst wieder in der Privatwirtschaft tätig sowie anschließend von 1948 bis 1949 in der Verwaltung für Wirtschaft der Bizone. Nach der Gründung der Bundesrepublik Deutschland am 23. Mai 1949 wurde er Mitarbeiter des Bundesministeriums für Wirtschaft, in dem er bis Januar 1953 Leiter des Referates V A 8 (Vorderer Orient) war, das 1951 in Referat V B 10 (Vorderer Orient) umbenannt wurde. In dieser Funktion leitete er auch die deutsche Delegation bei den deutsch-türkischen Wirtschaftsverhandlungen. Auf Grund wahrheitswidriger Behauptungen, die auch von dem damaligen Botschafter in der Türkei, Wilhelm Haas, ausgegangen waren, wurde Hans Strack, seinerzeit Vortragender Legationsrat zur Wiederverwendung im Auswärtigen Amt im Herbst 1952 vom Presseattaché des Generalkonsulats von Ägypten in Frankfurt am Main Kamal En-Din Galal als bestechlich bezeichnet und durch Beamte des Auswärtigen Amtes daraufhin der passiven Bestechung bezichtigt. Strack galt als Gegner der Wiedergutmachungspolitik.
Anschließend war er zwischen Januar 1953 und 1959 Leiter des Referates V B 6 (Ferner Osten) im Bundesministeriums für Wirtschaft. Als solcher erfolgte am 1. Dezember 1954 seine Beförderung zum Ministerialrat. Am 30. Nov. 1953 erstattete Strack, dem im Januar 1953 auf Druck des Auswärtigen Amtes das Referat V B 8 (Ferner Osten) übertragen worden war, bei der Staatsanwaltschaft am Landgericht Bonn Anzeige gegen Unbekannt, aus welcher sich ein Strafermittlungsverfahren gegen den Staatssekretär im Auswärtigen Amt und späteren Präsidenten der Europäischen Kommission Walter Hallstein, den Leiter der Politischen Abteilung des Auswärtigen Amtes und späteren Ständigen Vertreter Deutschlands bei der NATO Herbert Blankenhorn, den Leiter der Abteilung für Handelspolitik des Auswärtigen Amtes und späteren Botschafter in Frankreich Vollrath von Maltzan und den stellvertretenden Leiter der Handelspolitischen Abteilung und späteren Generaldirektor für die überseeischen Gebiete bei der EWG-Kommission Helmut Allardt (8 Js 1827/53) ergab. Nachdem alle Bemühungen um eine außergerichtliche Regelung dieser Angelegenheit gescheitert waren, mussten sich die Beschuldigten im Frühjahr 1959 vor dem Landgericht in Bonn wegen Verleumdung verantworten. In dem Verfahren kam es auch zur Aussage durch Bundeswirtschaftsminister Ludwig Erhard. Am 22. April 1959 erging das Urteil der 1. Großen Strafkammer des Landgerichts Bonn: Blankenhorn erhielt eine Gefängnisstrafe von vier Monaten, deren Vollstreckung zur Bewährung ausgesetzt wurde. In der Revisionsinstanz (2. Strafsenat des Bundesgerichtshofes) wurde Blankenhorn am 13. April 1960 freigesprochen. Hallstein war schon in erster Instanz mangels Beweises freigesprochen worden. Auf jeden Fall endete dieser langwierige Prozess mit der völligen Rehabilitierung von Strack. Im Juni 1959 sollte er Leiter einer Delegation für Wirtschaftsverhandlungen mit Japan werden, was jedoch daran scheiterte, dass Japan ihn als Delegationsleiter ablehnte, da er als Ministerialrat zwei Ränge unter dem Leiter der japanischen Delegation, Ministerialdirektor Ushiba, sei.

### Botschafter in Chile und das Auslieferungsverfahren von Walther Rauff
Zuletzt wurde Strack nach Beendigung der Verfahren wieder in den auswärtigen Dienst übernommen und im August 1959 Nachfolger von Carl von Campe als Botschafter in Chile. Auf diesem Posten verblieb er bis zu seinem Eintritt in den Ruhestand 1965, woraufhin er durch Gottfried von Nostitz-Drzewiecky abgelöst wurde. In dieser Zeit erfuhr das konservative „Auslandsdeutschtum“ in Chile besondere Förderung.
Während seiner Amtszeit kam es zum Beginn des Verfahrens über die Auslieferung von Walther Rauff, der in der Zeit des Nationalsozialismus Gruppenleiter im Reichssicherheitshauptamt (RSHA), maßgeblich am Einsatz von Gaswagen zur Ermordung von Juden und anderen Häftlingen aus Konzentrationslagern beteiligt und Chef eines Einsatzkommandos im Nordafrikafeldzug war. 1962 fühlte die bundesdeutsche Justiz beim Auswärtigen Amt (AA) wegen eines Auslieferungsantrags gegen Rauff vor.
Da die deutsche Botschaft in Santiago am Erfolg des Antrags zweifelte, bat sie den „bekannten jüdischen Anwalt und Professor für Strafrecht“ Miguel Schweitzer um ein Gutachten. Schweitzer, der nach dem Putsch Justizminister Pinochets wurde und nach dessen Verhaftung in London 1998 zu seinem Verteidigerteam gehörte, kam zu dem Ergebnis, dass der Oberste Gerichtshof die Auslieferung wegen der in Chile geltenden Verjährungsfristen und des politischen Charakters der Straftaten, auf die Rauff sich berufen werde, ablehnen würde. Botschafter Strack schloss sich dieser Einschätzung an. Die Botschaft versuchte es dennoch und nahm nach Rücksprache mit dem AA Rechtsanwalt Novoa als Beistand. In Chile hätte ein förmliches Verfahren angestrengt werden müssen für Taten, die in beiden Staaten strafbar und in Chile nicht verjährt waren. Die deutsche Justiz warf Rauff Taten im Jahre 1942 vor, für die die chilenische Verjährungsfrist 15 Jahre betrug. Novoa musste argumentieren, dass die Unterbrechung der Verjährungsfrist durch den deutschen Haftbefehl auch für Chile galt. Da es kein chilenisch-deutsches Auslieferungsabkommen gab, waren viele Vorgehensweisen nicht geregelt. Der deutsche Haftbefehl genügte für eine vorläufige Auslieferungshaft. Rauff wurde am 3. Dezember 1962 um 23 Uhr in Punta Arenas verhaftet und am nächsten Tag nach Santiago geflogen. Bei der Vernehmung machte er einen „ruhigen Eindruck“.
Strack verhinderte 14 Monate lang, dass ein Auslieferungsantrag für den in Chile weilenden SS-Standartenführer Walther Rauff ausgeführt werden konnte. Als Rauff später doch festgenommen wurde, waren seine Morde verjährt. Nach der Wahl Salvador Allendes zum chilenischen Staatspräsidenten im Jahr 1970 sah Simon Wiesenthal die Möglichkeit, Rauffs Auslieferung zu erreichen. Allende lehnte eine Auslieferung aus formalen Gründen ab: Er teilte Wiesenthal mit, dass auf Grund der Gewaltenteilung nur Gerichte über eine Auslieferung entscheiden könnten, und regte an, die deutschen Behörden sollten ein neues Auslieferungsersuchen stellen. Dazu kam es nach dem Militärputsch von 1973 nicht mehr. 1972 machte Rauff freiwillig eine Aussage als Zeuge im Verfahren gegen Bruno Streckenbach, den Chef der Hamburger Gestapo und maßgeblichen Organisator der Einsatzgruppen. Die Vernehmung erfolgte durch deutsche Richter in der deutschen Botschaft in Santiago de Chile.

## Veröffentlichung
- Der deutsche Getreidehandel der Nachkriegszeit, Dissertation Universität Münster, Münster in Westfalen 1926

## Hintergrundliteratur
- Herbert Elzer: Lockruf der Levante. Legationsrat Hans Strack, das Bundesministerium für Wirtschaft und die deutsch-ägyptischen Außenhandelsbeziehungen 1949–1953. In: Vierteljahrschrift für Sozial- und Wirtschaftsgeschichte, Band 101 / 2014 / Heft 1, S. 1–22